# Chimalecan
Chimalecan är en ort i Mexiko.   Den ligger i kommunen Quimixtlán och delstaten Puebla, i den sydöstra delen av landet, 210 km öster om huvudstaden Mexico City. Chimalecan ligger 1 489 meter över havet och antalet invånare är 116.
Terrängen runt Chimalecan är kuperad åt nordväst, men åt sydost är den bergig. Runt Chimalecan är det tätbefolkat, med 266 invånare per kvadratkilometer. Närmaste större samhälle är Xico, 16,2 km nordost om Chimalecan. I omgivningarna runt Chimalecan växer i huvudsak blandskog.